# Штурм, Феликс
Фе́ликс Штурм (нем. Felix Sturm), урождённый А́днан Ча́тич (нем. Adnan Ćatić, родился 31 января 1979 в Леверкузене, Германия) — немецкий боксёр-профессионал, боснийского происхождения, выступающий в средней (Middleweight) весовой категории. Бывший чемпионом мира (по версии WBO, 2003—2004; WBA, 2006, 2006—2012, 2016; IBF, 2013—2014). Двукратный чемпион Германии, член олимпийской сборной Германии 2000 года, действующий промоутер.

## Любительская карьера
Высокого уровня на любительском ринге Штурм достиг уже в 1995 и 1996 годах, когда завоевал титулы чемпиона Германии среди юниоров. В 1998 и 1999 годах, стал чемпионом Германии в полусреднем весе. В 1997 году завоевал серебро на чемпионате страны.
Участвовал на чемпионате мира 1999 года. В первом поединке победил боксёра с Украины, Андрея Цуркана (8:3), а во втором бою проиграл боксёру из Казахстана, Ермахану Ибраимову.
В 2000 году завоевал золотую медаль на чемпионате Европы. Победил в первом туре венгра Кароля Балжая.
В 2000 году принял участие на Олимпийских играх. Проиграл в четвертьфинале американцу Джермену Тейлору.

## Профессиональная карьера
Штурм дебютировал на профессиональном ринге в январе 2001 года в средней весовой категории. Через 2 года выступлений в профи, завоевал молодёжный титул чемпиона мира по версии IBF. В июле 2003 года завоевал интерконтинентальный титул чемпиона мира по версии WBO.
В сентябре 2003 года, Феликс раздельным решением судей победил аргентинца, Гектора Хавьера Веласко, и завоевал титул чемпиона мира по версии WBO.
В декабре этого же года защитил титул против испанца, Рубена Варона (21-2).
В июне 2004 года проиграл титул по очкам близким решением, бывшему многократному чемпиону мира в нескольких весовых категориях, Оскару Де Ла Хойя.

### Бой с Оскаром Де Ла Хойей
В июне 2004 года непобеждённый чемпион, Феликс Штурм, вышел на ринг против известного американца, Оскара Де Ла Хойя. Бой проходил с небольшим преимуществом немца. Однако судьи единогласно отдали победу более известному и звездному американцу. Эксперты посчитали, что немца засудили. По статистике ударов Штурм полностью превзошёл Де Ла Хойю.
В сентябре 2004 года победил Роберта Фрейзера (30-5-3), и завоевал интерконтинентальный титул WBO в среднем весе. Защитил титул против немца, Берта Шенка (36-1) и испанца, Хорхе Сендра (28-2-1). В поединке с Сендрой, Штурм так же выборол статус обязательного претендента по версии WBA.

### Завоевание чемпионского титула по версии WBA
В марте 2006 года победил самоанца, Марсело Масо (26-2), и стал новым чемпионом по версии WBA в среднем весе.
15 июля 2006 года неожиданно проиграл техническим нокаутом опытному испанцу, Хавьеру Кастильехо (60-6). В апреле Феликс снова встретился с Кастильехо, и выиграл поединок, и снова стал чемпионом мира по версии WBA.
Защитил титул 7 раз, и взял паузу на 14 месяцев.
Вернулся на ринг победой над доминиканцем Джованни Лоренсом, и завоевал статус суперчемпиона WBA. В июле 2011 года раздельным решением победил Мэттью Макклина (28-2). Решение вызывало массу споров.
Следующий поединок, в декабре 2011 года, свёл вничью с непобеждённым британцем, Мартином Мюррэем (23-0). В апреле 2012 года, досрочно победил немца, Себатьяна Збика (30-1).

### Объединительный бой с Дэниэлом Гилом
1 сентября 2012 года в Германии Феликс Штурм вышел на ринг в объединительном бою с австралийцем, Дэниэлом Гилом. Преимущество в активности практически на протяжении всего 12-раундового противостояния было за Гилом, и в конечном итоге двум судьям это пришлось по душе больше, чем рациональный бокс в исполнении Штурма — арбитры отдали победу австралийцу с одинаковым счетом 116—112. Точно такие же цифры, только в пользу Феликса, выставил третий судья.

### Бой с Сэмом Солиманом
После того как Феликс Штурм потерпел поражение от Дэниэля Гила в объединительном поединке, IBF постановила о новом отборочном поединке в котором разыграется окончательный статус обязательного претендента между австралийцем Сэмом Солиманом и бывшим чемпионом мира, немцем Феликсом Штурмом.
2 февраля 2013 года в Германии Сэм Солиман вышел против местного боксёра, Феликса Штурма. Поединок начался с быстрых атак Солимана. Но основные удары австралийца приходились в защиту Штурма. Во втором раунде Феликс сильно потряс Солимана, и отправил его в нокдаун. Штурм не сумел довести успех, и к концу раунда Солиман восстановился. Последующие раунды австралиец был на много активнее, и хоть большая часть его ударов приходилась мимо цели либо в защиту, Феликс Штурм действовал очень экономно, и мало атаковал. В итоге Солиман победил близким решением судей, и в очередной раз завоевал право провести чемпионский поединок.
Позже был обнаружен допинг в крови Солимана, поединок признали несостоявшимся, Сэма дисквалифицировали на 9 месяцев, и поражение Штурма было отменено.

### Бой с Дарреном Баркером
7 декабря 2013 года Штурм вышел на ринг с чемпионом мира по версии IBF, Дарреном Баркером. Во втором раунде Штурм дважды отправлял Баркера нокдаун. Англичанин при падении получил травму правого бедра, и не смог нормально продолжать бой, вскоре после одностороннего избиения, угол Баркера выбросил полотенце. Феликс Штурм победил. Спустя месяц Баркер объявил о завершении карьеры.

### Бой с Сэмом Солиманом II
31 мая 2014 года во втором бою против Сэма Солимана, Штурм проиграл единогласным решением судей, и утратил пояс чемпиона мира по версии IBF.

### Бой с Робертом Штиглицем
8 ноября 2014 года Штурм поднялся во вторую среднюю весовую категорию и свёл вничью бой против Роберта.

### Бой с Фёдором Чудиновым 1
9 мая 2015 года во Франкфурте-на-Майне проиграл временному чемпиону мира по версии WBA во втором среднем весе 27-летнему Федору Чудинову (12-0). Бой прошел всю дистанцию и был зрелищным. Первая половина боя была конкурентной за счет активной работы и прессинга Феликса Штурма. Чудинов же работал на контратаках и был хорош в защите. Вторая половина боя осталась за Федором ввиду свежести и разницы в возрасте. Судьи отдали победу Чудинову со счетом 118-110 и 116-112, третий судья решил, что сильнее был Штурм — 116-112. На кону этого боя стоял титул WBA Regular во втором среднем весе. WBA Super в этом весе является американец Андре Уорд.

### Бой с Фёдором Чудиновым 2
20 февраля 2016 в бою за звание «суперчемпиона» по версии WBA Феликс Штурм победил российского боксера Фёдора Чудинова раздельным решением судей: 115—113, 115—113, 114—114. Результаты боя вызвали резкое недовольство в команде россиянина, менеджер боксёра заявил о намерении подать в суд на ассоциацию, а сам боксёр назвал победу соперника «позорной».
При вскрытии допинг-проб спортсменов тест Феликса Штурма показал положительный результат — в крови боксёра был найдён анаболический стероид станозолол, после чего прокуратура Кёльна возбудила уголовное дело в отношении Штурма по обвинению в употреблении допинга. В октябре WBA сообщила о том, что немецкий боксёр добровольно отказался от титула, и объявила его вакантным. Тем не менее, как заявил менеджер Чудинова, команда россиянина будем добиваться аннулирования боя и возвращения титула.
Несмотря на то, что обе пробы Штурма дали положительный результат, WBA не стала аннулировать бой и возвращать титул Чудинову, оставив его вакантным.

## Статистика профессиональных боёв
В таблице перечислены результаты всех поединков боксёров.
В каждой строке указан результат поединка. Дополнительно номер поединка обозначен цветом, который обозначает итог поединка. Расшифровка обозначений и цветов представлена в нижеследующей таблице.
| Пример | Расшифровка                     |
| ------ | ------------------------------- |
|        | Победа                          |
|        | Ничья                           |
|        | Поражение                       |
|        | Планируемый поединок            |
|        | Поединок признан несостоявшимся |
| КО     | Нокаут                          |
| ТКО    | Технический нокаут              |
| PTS    | Решение судей (по очкам)        |
| UD     | Единогласное решение судей      |
| MD     | Решение большинства судей       |
| SD     | Раздельное решение судей        |
| RTD    | Отказ от продолжения боя        |
| DQ     | Дисквалификация                 |
| NC     | Поединок признан несостоявшимся |

| 51 поединок, 43 победы (18 нокаутом), 3 ничьи, 6 поражений, 1 несостоявшийся. | 51 поединок, 43 победы (18 нокаутом), 3 ничьи, 6 поражений, 1 несостоявшийся. | 51 поединок, 43 победы (18 нокаутом), 3 ничьи, 6 поражений, 1 несостоявшийся. | 51 поединок, 43 победы (18 нокаутом), 3 ничьи, 6 поражений, 1 несостоявшийся. | 51 поединок, 43 победы (18 нокаутом), 3 ничьи, 6 поражений, 1 несостоявшийся. | 51 поединок, 43 победы (18 нокаутом), 3 ничьи, 6 поражений, 1 несостоявшийся. | 51 поединок, 43 победы (18 нокаутом), 3 ничьи, 6 поражений, 1 несостоявшийся. | 51 поединок, 43 победы (18 нокаутом), 3 ничьи, 6 поражений, 1 несостоявшийся.                                                    |
| Бой                                                                           | Рекорд                                                                        | Соперник                                                                      | Тип                                                                           | Раундов, время                                                                | Дата боя                                                                      | Место проведения боя                                                          | Дополнительно |
| ----------------------------------------------------------------------------- | ----------------------------------------------------------------------------- | ----------------------------------------------------------------------------- | ----------------------------------------------------------------------------- | ----------------------------------------------------------------------------- | ----------------------------------------------------------------------------- | ----------------------------------------------------------------------------- | --- |
| 51                                                                            | 42(18)-5-3                                                                    | Джеймс Крафт (19-0-1)                                                         | UD                                                                            | 10                                                                            | 19 июня 2021                                                                  | Universum Gym, Гамбург, Германия                                              | Счёт: 99-93, 97-94, 96-94. |
| 50                                                                            | 41(18)-5-3                                                                    | Тимо Рост (10-0-2)                                                            | UD                                                                            | 10                                                                            | 19 декабря 2020                                                               | Universum Gym, Гамбург, Германия                                              | Счёт: 99-91, 100-90 (дважды). |
| 49                                                                            | 40(18)-5-3                                                                    | Фёдор Чудинов (14-0)                                                          | MD                                                                            | 12                                                                            | 20 февраля 2016                                                               | Оберхаузен, Германия                                                          | Счёт: 114-114, 115-113 (дважды). Бой за титул суперчемпиона мира по версии WBA во втором среднем весе.                           |
| 48                                                                            | 39(18)-5-3                                                                    | Фёдор Чудинов (12-0)                                                          | SD                                                                            | 12                                                                            | 9 мая 2015                                                                    | Франкфурт, Германия                                                           | Счёт судей: 110-118, 112-116, 116-112. Бой за вакантный титул чемпиона мира по версии WBA во втором среднем весе.                |
| 47                                                                            | 39(18)-4-3                                                                    | Роберт Штиглиц (47-4)                                                         | SD                                                                            | 12                                                                            | 8 ноября 2014                                                                 | Штутгарт, Германия                                                            | Промежуточный вес: 75.5 KG / 166.45 lbs.                                                                                         |
| 46                                                                            | 39(18)-4-2                                                                    | Сэм Солиман (43-11)                                                           | UD                                                                            | 12                                                                            | 31 мая 2014                                                                   | Крефельд, Германия                                                            | Проиграл бой за титул IBF в среднем весе, 1-я защита Штурма.                                                                     |
| 45                                                                            | 39(18)-3-2, 1NC                                                               | Даррен Баркер (26-1)                                                          | TKO                                                                           | 2 (12), 2:09                                                                  | 7 декабря 2013                                                                | Штутгарт, Германия                                                            | Бой за титул IBF в среднем весе, 1-я защита Баркера. Угол Баркера выбросил полотенце после двух нокдаунов.                       |
| 44                                                                            | 38(17)-3-2, 1NC                                                               | Предраг Радосевич (27-0)                                                      | TKO                                                                           | 4 (12), 2:17                                                                  | 6 июля 2013                                                                   | Штутгарт, Германия                                                            | Отборочный бой за титул IBF в среднем весе.                                                                                      |
| 43                                                                            | 37(16)-3-2, 1NC                                                               | Сэм Солиман (42-11)                                                           | NC                                                                            | 12                                                                            | 1 февраля 2013                                                                | Дюссельдорф, Германия                                                         | Отборочный бой за титул IBF в среднем весе. Поединок признан несостоявшимся, первоначальный результат: Победа Солимана по очкам. |
| 42                                                                            | 37(16)-3-2                                                                    | Дэниэл Гил (27-1)                                                             | SD                                                                            | 12                                                                            | 1 февраля 2012                                                                | Оберхаузен, Германия                                                          | Бой за титул IBF, 4-я защита Гила, бой за титул WBA Super, 13-я защита Штурма в среднем весе.                                    |
| 41                                                                            | 37(16)-2-2                                                                    | Себастьян Збик (30-1)                                                         | RTD                                                                           | 9 (12), 3:00                                                                  | 13 апреля 2012                                                                | Кёльн, Германия                                                               | Бой за титул WBA Super, 12-я защита Штурма в среднем весе.                                                                       |
| 40                                                                            | 36(15)-2-2                                                                    | Мартин Мюррей (23-0)                                                          | SD                                                                            | 12                                                                            | 2 декабря 2011                                                                | Мангейм, Германия                                                             | Бой за титул WBA Super, 11-я защита Штурма в среднем весе.                                                                       |
| 39                                                                            | 36(15)-2-1                                                                    | Мэттью Макклин (28-2)                                                         | SD                                                                            | 12                                                                            | 25 июня 2011                                                                  | Мангейм, Германия                                                             | Бой за титул WBA Super, 10-я защита Штурма в среднем весе.                                                                       |
| 38                                                                            | 35(15)-2-1                                                                    | Рональд Хёрнс (26-1)                                                          | TKO                                                                           | 7 (12), 0:48                                                                  | 19 февраля 2011                                                               | Porsche-Arena, Штутгарт, Баден-Вюртемберг, Германия                           | Бой за титул WBA Super, 9-я защита Штурма в среднем весе.                                                                        |